# Haarige Holzameise
Die Haarige Holzameise (Camponotus vagus) gehört zur Gattung der Rossameisen (Camponotus) in der Unterfamilie der Schuppenameisen (Formicinae). Ihr Verbreitungsgebiet erstreckt sich von Südskandinavien bis zum nordwestlichen Afrika und von Portugal bis zum Altai.

## Merkmale
Die Königinnen sind 14–16 mm, die polymorphen Arbeiterinnen hingegen 6–12 mm groß. Die Färbung ist durchgehend schwarz und die Ameisen weisen eine dichte Behaarung auf.

## Vorkommen
Die Art ist sehr xerotherm und bevorzugt Lichtungen in hellen, warmen Gehölzbeständen. Nester sind in Mitteleuropa meist in Sanddünen-Kiefernwäldern zu finden, wo sie in trockenen, morschen Baumstämmen, unter Totholz oder Baumwurzeln gebaut werden. Kolonien sind jedoch auch unter Steinen zu finden.

## Lebensweise
Die Kolonien sind meist monogyn und bestehen aus 1000–4000 Arbeiterinnen, in seltenen Fällen auch aus bis zu 10.000 Individuen. Die Schwarmflüge finden zwischen April und Juli statt. Sie bevorzugen eine relative Luftfeuchte von 70 % und eine Temperatur von mehr als 22 °C. Die Art ist sehr kampfstark und im Kämpfen der Braunschwarzen Rossameise (Camponotus ligniperda) überlegen. Sie halten eine Winterruhe von Oktober bis März; diese ist wahrscheinlich durch einen rein endogenen Rhythmus gesteuert. Die Geschlechtstiere überwintern einmal.

## Ernährung
Im Vergleich zur Braunschwarzen Rossameise (Camponotus ligniperda) und der Schwarzen Rossameise (Camponotus herculeanus) ist diese Ameisenart stärker zoophag, ernährt sich jedoch auch vom Honigtau von Blattläusen, und nimmt in der Terrarienhaltung auch Honigwasser an.